# Gunnar Bigum
Gunnar Georg Ludwig Bigum (* 13. September 1914 in Kopenhagen; † 30. März 1983 ebenda) war ein dänischer Schauspieler.

## Leben
Gunnar Bigum wuchs in Kopenhagen auf. Er stand ab 1936 als Darsteller am Theater auf der Bühne, unter anderem auch am Folketeatret. Er trat auch in Kabarett-Programmen auf. Von 1941 bis 1968 war Bigum in über 30 Film-und-Fernsehproduktionen als Schauspieler zu sehen. Er spielte dabei oftmals kleine Nebenrollen. Ende der 1960er-Jahre zog er sich aus der Filmbranche zurück, spielte dann aber noch einige Jahre lang Theater.
Gunnar Bigum war ab Mai 1945 mit der Schneiderin Ruth Sørensen (* 1927) verheiratet.
Gunnar Bigum starb am 30. März 1983 im Alter von 68 Jahren in Kopenhagen. Seine Grabstätte befindet sich auf dem Bispebjerg-Kirkegard.

## Filmografie (Auswahl)
- 1942: Rund um die Liebe (Alle gaar rundt og forelsker sig)
- 1957: Bundfald
- 1959: Jugend, Jazz und Serenaden (Kærlighedens melodi)
- 1963: Das tosende Himmelbett (Pigen og pressefotografen )
- 1964: Sommer i Tyrol
- 1965: 39 Seemänner und ein Mädchen (Een pige og 39 sømænd)
- 1967: Martha (Een blandt mange)
- 1968: Die Olsenbande (Olsen-banden)